# Le Cerneux-Péquignot
Le Cerneux-Péquignot (toponimo francese) è un comune svizzero di 325 abitanti del Canton Neuchâtel.

## Geografia fisica
Il territorio di Le Cerneux-Péquignot si estende sul massiccio del Giura lungo il confine tra la Francia e la Svizzera.

## Storia
Le Cerneux-Péquignot appartenne alla Francia fino al 1814, quando fu ceduto alla Svizzera in seguito al Primo Trattato di Parigi; fu incorporato nel Canton Neuchâtel nel 1819.

## Monumenti e luoghi d'interesse
- Chiesa parrocchiale cattolica di Nostra Signora della Visitazione, eretta nel 1690[3].

## Società

### Evoluzione demografica
L'evoluzione demografica è riportata nella seguente tabella:
Abitanti censiti

## Economia
L'economia locale si basa prevalentemente sull'agricoltura.